# Calamothespis condamini
Calamothespis condamini är en bönsyrseart som beskrevs av Roger Roy 1969. Calamothespis condamini ingår i släktet Calamothespis och familjen Toxoderidae. Inga underarter finns listade i Catalogue of Life.